# Грийн (окръг, Мисури)
Вижте пояснителната страница за други населени места с името Грийн.
Окръг Грийн (на английски: Greene County) е окръг в щата Мисури, Съединени американски щати. Площта му е 1756 km², а населението - 266 944 души. Административен център е град Спрингфийлд.